# Лайя, Леон
Огюст Андре Леон Лайя (фр. Augustin André Léon Laya; 4 декабря 1811, Париж — 5 сентября 1872, Париж) — французский драматург.

## Биография
Сын Жана-Луи Лайя, драматурга, поэта, профессора истории литературы и французской поэзии в Сорбонне, члена Французской академии.
Автор около 30 успешных театральных комедий, отмеченных деликатностью, чистотой идеи и живостью формы.
В 1859 году его пьеса «Le Duc Job» в четырёх актах, стала одной из самых модных постановок французского театра, пользовавшаяся большим успехом и популярностью.
Покончил жизнь самоубийством, повесившись на собственном галстуке.
Похоронен на кладбище Монмартр.

## Избранные произведения
- Le Docteur du défunt, comédie-vaudeville (комедия-водевиль, 1825)
- Le Dandy (комедия, 1832)
- La Robe de chambre, ou les Mœurs de ce temps-là (комедия, 1833)
- Le Poltron (комедия, 1835)
- La Liste de mes maîtresses (комедия, 1838)
- La Lionne (комедия, 1840)
- Le Hochet d’une coquette (комедия, 1840)
- Je connais les femmes (комедия, 1840)
- L’Esclave à Paris (комедия, 1841)
- Un Mari du bon temps (комедия, 1841)
- Le Premier Chapitre (комедия, 1842)
- Une maîtresse anonyme (комедия, 1842)
- Le Portrait vivant (комедия, 1842)
- Emma, ou Un ange gardien (комедия, 1844)
- Un poisson d’avril (комедия, 1845)
- La Recherche de l’inconnu (комедия-водевиль, 1847)
- Deux Vieux Papillons (комедия, 1850)
- Le Prince Ajax (комедия, 1852)
- Le Duc Job (комедия, 1859)

## Награды
- Кавалер ордена Почётного легиона (1860)
- Офицер ордена Почётного легиона (1867)
- Офицер ордена Леопольда I